# Garaj

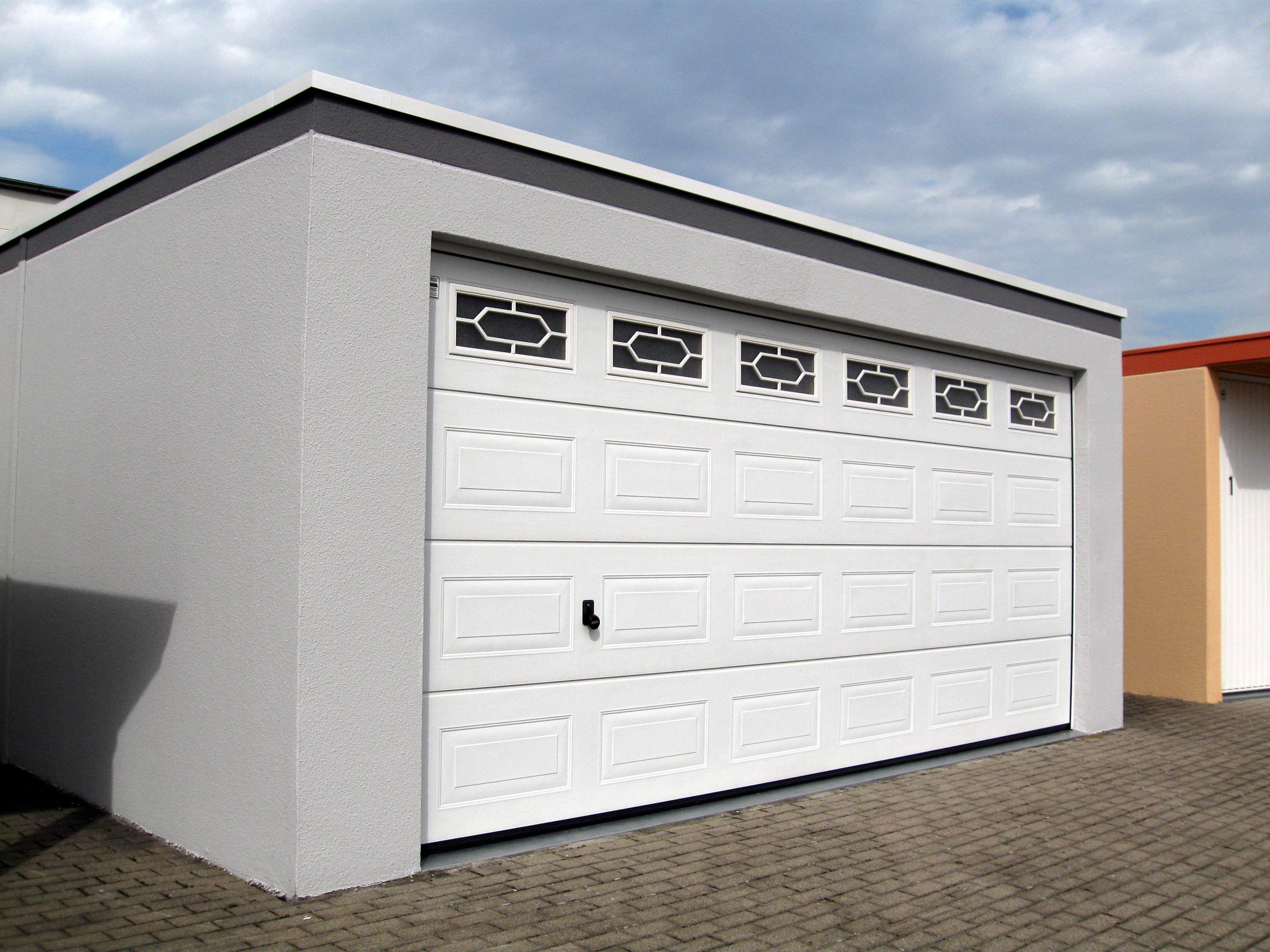
Garaj

Garajul este o parte a unei construcții sau o cladire separată destinată adăpostirii, întreținerii și reparării unui autovehicul.